# اکیاکا، اردهان
اکیاکا (به لاتین: Akyaka) یک منطقهٔ مسکونی در ترکیه است که در استان اردهان واقع شده‌است.